# Allondrelle-la-Malmaison
Allondrelle-la-Malmaison és un municipi francès situat al departament de Meurthe i Mosel·la i a la regió del Gran Est. L'any 2007 tenia 617 habitants.

## Demografia

### Població
El 2007 la població de fet d'Allondrelle-la-Malmaison era de 617 persones. Hi havia 207 famílies, de les quals 36 eren unipersonals (16 homes vivint sols i 20 dones vivint soles), 57 parelles sense fills, 106 parelles amb fills i 8 famílies monoparentals amb fills.
La població ha evolucionat segons el següent gràfic:
Habitants censats

### Habitatges
El 2007 hi havia 229 habitatges, 214 eren l'habitatge principal de la família, 6 eren segones residències i 9 estaven desocupats. 204 eren cases i 25 eren apartaments. Dels 214 habitatges principals, 180 estaven ocupats pels seus propietaris, 32 estaven llogats i ocupats pels llogaters i 2 estaven cedits a títol gratuït; 1 tenia una cambra, 4 en tenien dues, 15 en tenien tres, 38 en tenien quatre i 156 en tenien cinc o més. 156 habitatges disposaven pel capbaix d'una plaça de pàrquing. A 85 habitatges hi havia un automòbil i a 110 n'hi havia dos o més.

### Piràmide de població
La piràmide de població per edats i sexe el 2009 era:
| Homes | Edats   | Dones |
| ----- | ------- | ----- |
| 0     | 95 o +  | 0     |
| 0     | 90 a 94 | 4     |
| 4     | 85 a 89 | 0     |
| 0     | 80 a 84 | 8     |
| 4     | 75 a 79 | 8     |
| 8     | 70 a 74 | 8     |
| 20    | 65 a 69 | 4     |
| 8     | 60 a 64 | 8     |
| 16    | 55 a 59 | 20    |
| 12    | 50 a 54 | 16    |
| 12    | 45 a 49 | 12    |
| 20    | 40 a 44 | 16    |
| 12    | 35 a 39 | 20    |
| 40    | 30 a 34 | 32    |
| 20    | 25 a 29 | 20    |
| 12    | 20 a 24 | 4     |
| 20    | 15 a 19 | 16    |
| 24    | 10 a 14 | 36    |
| 12    | 5 a 9   | 20    |
| 24    | 0 a 4   | 20    |

## Economia
El 2007 la població en edat de treballar era de 384 persones, 289 eren actives i 95 eren inactives. De les 289 persones actives 265 estaven ocupades (151 homes i 114 dones) i 23 estaven aturades (12 homes i 11 dones). De les 95 persones inactives 9 estaven jubilades, 28 estaven estudiant i 58 estaven classificades com a «altres inactius».

### Ingressos
El 2009 a Allondrelle-la-Malmaison hi havia 214 unitats fiscals que integraven 596,5 persones, la mediana anual d'ingressos fiscals per persona era de 17.751 €.

### Activitats econòmiques
Dels 5 establiments que hi havia el 2007, 1 era d'una empresa de fabricació d'altres productes industrials, 1 d'una empresa de construcció, 2 d'empreses de comerç i reparació d'automòbils i 1 d'una empresa classificada com a «altres activitats de serveis».
Dels 2 establiments de servei als particulars que hi havia el 2009, 1 era un guixaire pintor i 1 perruqueria.
L'any 2000 a Allondrelle-la-Malmaison hi havia 14 explotacions agrícoles que ocupaven un total de 783 hectàrees.

## Equipaments sanitaris i escolars
El 2009 hi havia una escola elemental integrada dins d'un grup escolar amb les comunes properes formant una escola dispersa.

## Poblacions més properes
El següent diagrama mostra les poblacions més properes.